# سوکرات آکماکجیان
سوکرات ورامی آکماکجیان (ارمنی: Սոկրատ Վռամի Աքմաքչյան؛ زاده ۱۵ ژانویهٔ ۱۹۲۲ - درگذشته ۱۸ سپتامبر ۲۰۰۲) کارگردان فیلم اهل ارمنستان بود.

## زندگی‌نامه
وی در ۱۵ ژانویهٔ ۱۹۲۲ در قاراکیلیسا در به دنیا آمد و از hy:Երևանի պետական գեղարվեստաթատերական ինստիտուտ فارغ‌التحصیل گشت. وی همچنین برنده جوایزی همچون چهره هنری شایسته ارمنستان شوروی شد. وی در ۱۸ سپتامبر ۲۰۰۲ در سن ۸۰ سالگی در وانادزور درگذشت.

## نگارخانه

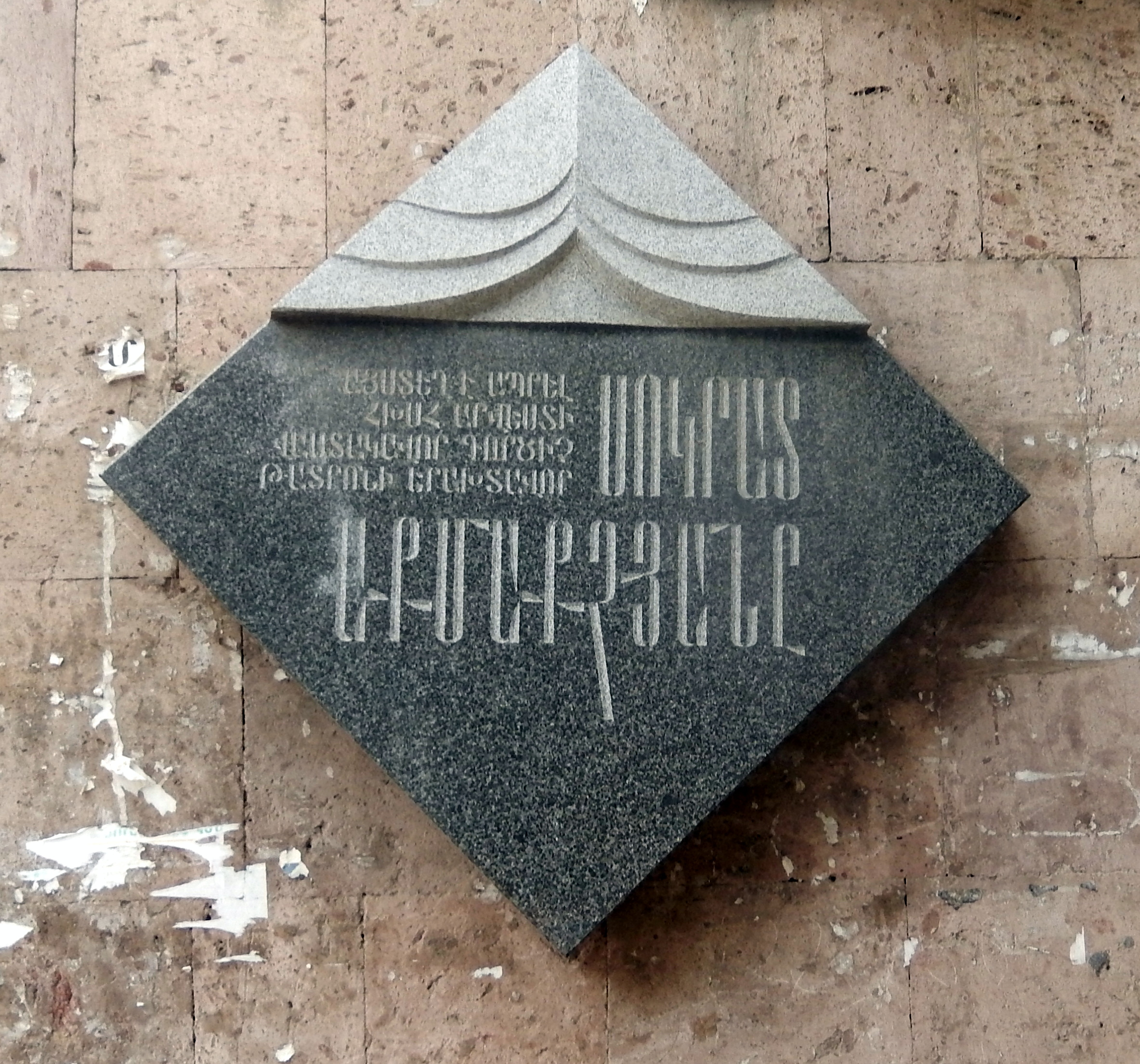